# Laura Tyson
Laura D'Andrea Tyson (28 de junio de 1947) es una economista que fue Presidenta del Consejo de Asesores Económicos durante la Administración Clinton. También se desempeñó como Directora del Consejo Económico Nacional. Actualmente es profesora en la Haas School of Business de la Universidad de California, Berkeley.

## Infancia y educación
Tyson nació Laura D'Andrea en Nueva Jersey. Su padre era un estadounidense de ascendencia italiana y su madre era de ascendencia sueca y holandesa. Tyson se graduó summa cum laude con un B. A. en Economía en la Universidad Smith en 1969 y obtuvo su Ph D. en Economía en el Instituto de Tecnología de Massachusetts en el año 1974. Su asesor de doctorado fue Evsey Domar. Se unió al departamento de economía de la Universidad de Princeton en el año 1974 y permaneció en el puesto hasta 1977, cuando se convirtió en profesora de economía en la Universidad de California, Berkeley. Fue nombrada profesora de administración de empresas en 1990. Está casada con el escritor Erik S. Tarloff y tiene un hijo, Elliot S. Tarloff. Su hermano Alan D'Andrea, es investigador sobre el cáncer y profesor de Radiación Oncológica en la facultad de medicina de Harvard. Su hermana Susan D'Andrea Lee, es en la actualidad una asesora en la Oficina de Investigación Financiera, del Departamento del Tesoro en Washington D. C.

## Carrera
De 2002 a 2006, Tyson fue la primera mujer Decana de la Escuela de Negocios de Londres. De 1998 a 2001, fue Decana de la Haas School of Business. Sirvió en la Administración de Bill Clinton como Presidenta del Consejo de Asesores Económicos de 1993 a 1995. Fue portavoz en favor del GATT, argumentando con Sir James Goldsmith en Charlie Rose que los trabajos en Norteamérica se verían incrementados por el acuerdo comercial. Tyson fue Directora del Consejo Nacional Económico de 1995 a 1996. También ha sido miembro del Consejo de Relaciones Exteriores, desde 1987, director de la junta de Morgan Stanley, desde 1997, director de la junta de AT&T Inc. desde 1999, director de la junta de Eastman Kodak y es miembro del Comité sobre la Regulación de los Mercados de Capital. En diciembre de 2009 se anunció que Tyson se uniría al Consejo de Administración de CB Richard Ellis a partir del 4 de marzo de 2010. Tyson también se encuentra en el Consejo Estratégico de QFINANCE.

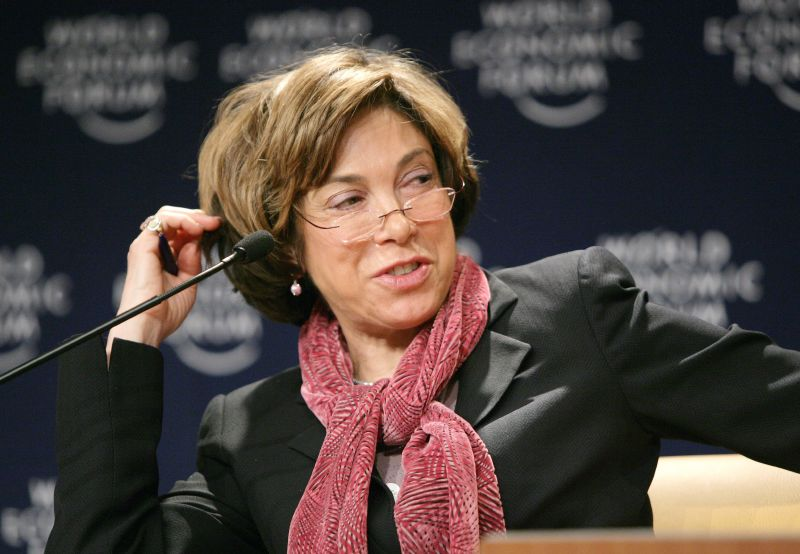
Tyson en el Foro Económico Mundial en Davos, Suiza, 2007

Tyson ha publicado una serie de libros y artículos sobre la competitividad industrial, el comercio, y también sobre las economías de Europa Central y sus transiciones a los sistemas de mercado.
Como columnista de la revista BusinessWeek, Tyson escribe regularmente sobre temas nacionales e internacionales de política económica y también colabora en The Washington Post, The New York Times y otros medios a nivel nacional e internacional.
Además de su cátedra en la universidad de Berkeley, Tyson es también miembro de la Junta de Síndicos del Centro Blum para el Desarrollo de las Economías de la Universidad de Berkeley . El Centro se enfoca en la búsqueda de soluciones para abordar las crisis de la extrema pobreza y las enfermedades en el mundo en desarrollo.
Tyson se unió al Berkeley Research Group, LLC, una empresa asesora de servicios cofundada por David Teece, como asesora especial en 2010. Tyson había sido consultora para LECG, otra  firma fundada por Teece, de 1997 a 2001.
En noviembre de 2013, Tyson fundó el Instituto de Negocios y el Impacto Social en la Haas School of Business de la Universidad de California, Berkeley.